# Carystos
Pour l’article homonyme, voir Carystos (dème).
Ne doit pas être confondu avec Carystios.
Carystos, Caryste ou Karystos (en grec moderne : Η Κάρυστος, au féminin) est une ville balnéaire et un petit port de pêche du sud de l'île d'Eubée, plus grande île grecque après la Crète. Selon le Recensement de 2011, le village compte 5 112 habitants.
Dans l'Antiquité, la ville constituait une polis. Elle semble exister depuis des temps reculés, fondée, selon les récits mythiques, par des colons Dryopes. Dans l'Iliade, Homère mentionne la ville dans le Catalogue des vaisseaux. L'actuelle Carystos est située près de l'emplacement de la Caryste antique et compte quelques curiosités touristiques datant de cette époque. Carystos est facilement accessible du continent par le ferry qui fait régulièrement la navette avec Rafína, elle-même reliée par bus à Athènes et son aéroport. Son plan urbain a été imaginé par un ingénieur bavarois de renom, Bierbach, au milieu du XIXe siècle[réf. nécessaire].

## Histoire

### Antiquité
Carystos constituait dans l'Antiquité une cité-État indépendante. Elle est fondée au IIe millénaire av. J.-C. Les débuts de son existence demeurent obscurs. Elle est mentionnée dans le Catalogue des vaisseaux de L'Iliade d'Homère. La cité est à l'origine une monarchie, gouvernée par un roi assisté par le Conseil des Anciens (un conseil de guerriers aristocratiques). Le gouvernement évolua par la suite vers un régime oligarchique.
Au Ve siècle av. J.-C., Carystos est membre de la ligue de Délos. Elle est intégrée au royaume de Macédoine après que celui-ci ait conquis la majeure partie de la Grèce après la bataille de Chéronée, en -338, sous le règne de Philippe II. Elle est conquise par les Romains par la suite.

### Époque ottomane
L'île d'Eubée est conquise par les Ottomans sur les Vénitiens en 1470.

### Époque contemporaine
La Grèce retrouve son indépendance vis-à-vis de l'Empire ottoman en 1830.

## Géographie

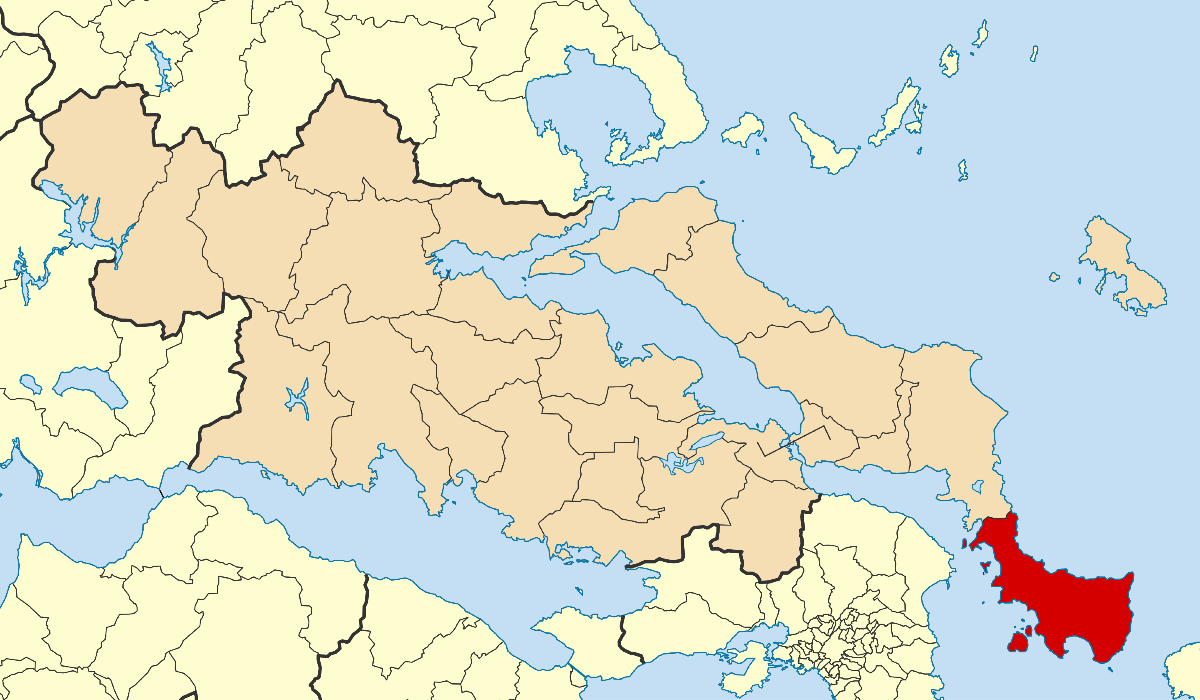
Dème de Carystos à la suite de la réforme Kallikratis (2010)

Carystos est construit dans l'anse du golfe homonyme, à une altitude de 20 m et possède un port homonyme situé à 61 milles nautiques du Pirée. Le port de Carystos  assure une liaison maritime régulière avec Rafína. Dans le passé, il existait un service maritime au départ du Pirée avec une escale intermédiaire à Carystos, qui se poursuivait jusqu'à Vólos. Carystos est également relié par la route à Athènes via Chalcis, dont elle est distante de 118 km.
Pendant l'occupation ottomane, la vaste région de Caryste était d'une grande importance stratégique pour les Ottomans, car elle est située au centre entre Constantinople, la Crète, le Péloponnèse et Smyrne. Il s'agissait donc d'un centre de contrôle de la mer Égée et d'une base de ravitaillement pour la flotte, puisque de nombreuses îles avaient obtenu une autonomie spéciale en raison de la pression des puissances occidentales. Pour cette raison, les Ottomans ont mené une grande lutte pour conserver Carystos (alors appelée en turc : Kizil Hissar), qui n'a été cédée à la Grèce qu'en 1833.

## Personnalités liées à la ville
- Dioclès de Caryste, médecin du IVe siècle av. J.-C.
- Antigone de Caryste, naturaliste et polygraphe du IIIe siècle[Quoi ?].
- Apollodore de Carystos, l'un des plus importants poètes comiques antiques.
- Glaucos de Carystos, boxeur antique.
- Andréas de Caryste (en), médecin personnel du roi Lagide Ptolémée IV.
- Othon de Cicon (en), noble franc et baron de Carystos sur l'île d'Eubée (Negroponte) dans la Grèce médiévale.
- Epipóle de Carystos, femme soldat dans la mythologie grecque.

## Tourisme

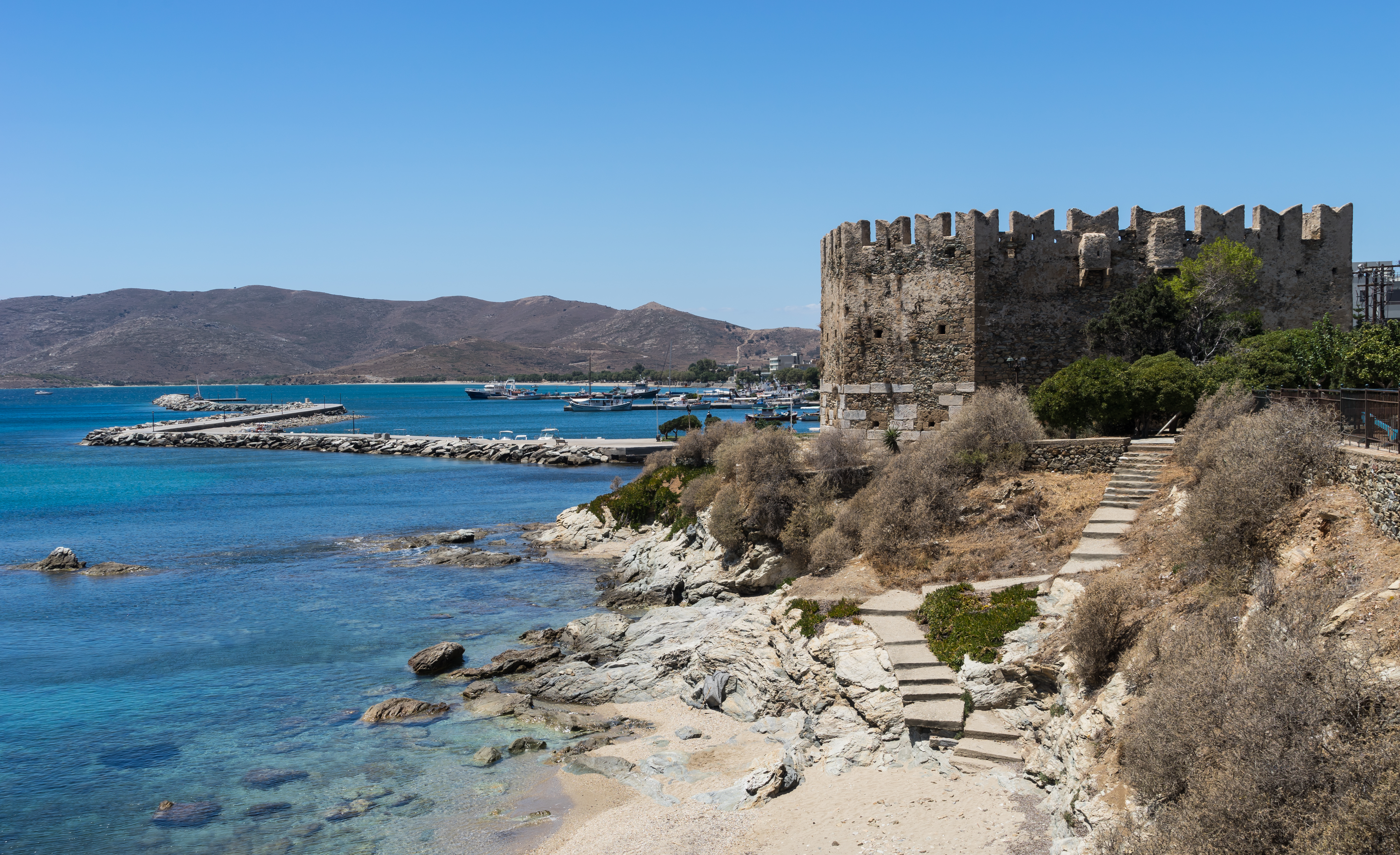
Le château de Bourtsi (ou Bourtzi) dans le port (juillet 2016 en Grèce.

- Bourtsi, une tour vénitienne construite au milieu du XIIIe siècle, siège au bout du port. Elle accueille régulièrement des expositions, tableaux, bijoux...
- À Milli, petit village sur les hauteurs de Carystos, se trouvent les ruines du Castello Rosso, un château vénitien dont les fondations byzantines datent de 1030. La visite du château est l'occasion d'une belle balade dans les sentiers boisées et les villages situés sur les hauteurs de la ville.
- L'hôtel de ville, bâti au XIXe siècle, se situe près de l'église orthodoxe Saint-Nicolas.
- Un petit musée, accueilli par le centre culturel de Yokaleion, comporte des collections de sculptures et de poteries hellénistiques et romaines.
- Le mont Ochi
- Les gorges de Dimosaris
- Le cap Kafireas, également appelé Cavo d'Oro ou Cavo Doro.
- De nombreuses plages bordent les côtes de la baie de Carystos.